# Tali-Felo
Tali-Felo (Talifelo) ist eine osttimoresische Aldeia im Suco Edi (Verwaltungsamt Maubisse, Gemeinde Ainaro). 2015 lebten in der Aldeia 403 Menschen.

## Geographie
Tali-Felo liegt im Nordosten des Sucos Edi. Westlich befindet sich die Aldeia Lobibo und südlich die Aldeia Demutete. Im Nordwesten grenzt Tali-Feto an den Suco Fatubessi, im Nordosten und Süden an den Suco Maulau und im Osten an den Suco Manelobas. Der Nordgrenze folgt grob die Überlandstraße von Maubisse nach Turiscai. Eine Abzweigung führt durch den Westen von Tali-Felo. An ihr befindet sich im Südwesten das Dorf Tali-Felo und im Nordwesten ein Straßendorf, in dem sich früher der Sitz des Sucos Edi befand (Heute in Lobibo). Die restliche Besiedlung besteht vor allem aus einzeln oder in kleinen Gruppen zusammenstehenden Gebäuden, vor allem an einer Seitenstraße im Norden und im Osten, wo das Land auf eine Meereshöhe von unter 1500 m abfällt. Ein Gebirgszug mit über 1700 m teilt die Aldeia in zwei Teile. Dessen Gipfel mit über 1800 m liegt weiter südlich.